# Klangregler

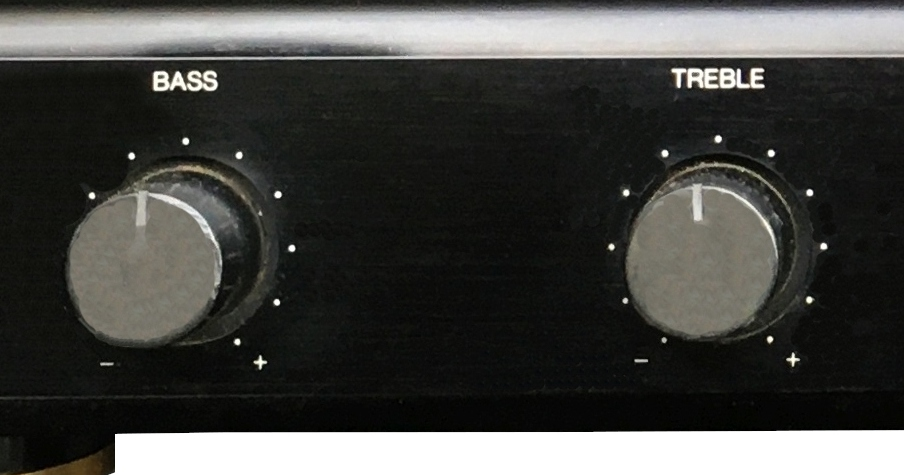
Klangregler für Bässe und Höhen an einem klassischen HiFi-Audioverstärker, in der technischen Praxis der einfachste Fall einer Klangregelung

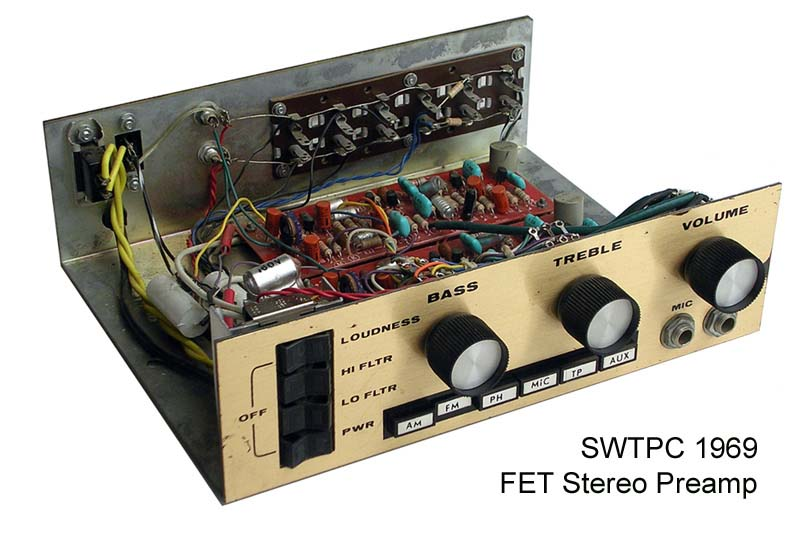
Verstärker mit Klangeinstellern und diversen Preset-Tasten

Unter Klangreglern oder Klangregelung (englisch: tone control) versteht man die elektronischen Filterschaltungen in Radios, Audioverstärkern und anderen Audio-Geräten sowie bei elektrisch verstärkbaren Musikinstrumenten wie zum Beispiel E-Gitarre und E-Bass, mit denen der Benutzer die Klangfarbe der Audiowiedergabe einstellen kann.
Technisch präzise sollte man von Klangstellern oder Klangeinstellung sprechen, da keinerlei Regelungsmechanismus vorliegt, sondern nur manuelle Einstellmöglichkeiten vorgenommen werden können. Der Regelungs-Begriff wird jedoch im Sprachgebrauch überwiegend benutzt, da der Mensch den Regelkreis schließt.

## Varianten
Über die Zeit haben sich die Schaltungen einerseits im Aufwand entwickelt, der immer mehr in allgemein bezahlbare Regionen rückte. Andererseits änderten sich auch die Anforderungen angesichts der vorhandenen Signalqualität und der technischen Möglichkeiten.

### Tonblende

Einfachste Schaltung einer Tonblende

Die einfachste Variante ist ein Tiefpass-Filter zur Dämpfung hoher Frequenzen. In der Anfangszeit des Rundfunks mit überwiegendem Mittelwellenempfang und Empfängern mit Elektronenröhren gab es immense Störgeräusche durch überlagertes Rauschen und Zischen. Dieses konnte mit einer Tonblende bis zu einem gewissen Grad eliminiert werden. Der Benutzer kann mit einem einzelnen Potentiometer den Grad der Filterung einstellen. Zur schaltungstechnischen Realisierung reicht neben dem Potentiometer schon ein einziger Kondensator.

### Klangwaage
Hier kann der Benutzer mit einem einzelnen Potentiometer einstellen, ob eher die Tiefen oder die Höhen bevorzugt durchgelassen werden sollen.

### Mittendreher
Als „Mittendreher“ wurde eine Art Klangwaage (s. o.) bezeichnet, die bei Kinofilmen und Plattenaufnahmen angewendet wurde. Dabei wurde eine Mittenfrequenz von 800 Hz fest belassen, während die Frequenzen um 60 Hz und 10 kHz gegenläufig abgesenkt bzw. angehoben wurden.

### Tiefen- und Höhenregler

Typische, vereinfachte Schaltung eines Klangreglers mit getrennter Tiefen- und Höheneinstellung

Prinzipielle Frequenzkurven einer Tiefen-/Höhen-Klangregelstufe

Das ist die bis heute am weitesten verbreitete Variante. Der Benutzer hat zwei Potentiometer zur Verfügung. Mit dem einen kann er den Tiefenbereich anheben oder dämpfen, mit dem anderen den Höhenbereich. Schaltungstechnisch wird die Einstellung mit einfachen RC-Netzwerken realisiert. Noch effizienter werden solche Filter, wenn sie in den Gegenkopplungszweig einer Verstärkerschaltung eingefügt werden. Der Kreuzungspunkt zwischen Höhen- und Tiefenregler liegt häufig tiefer als 1 kHz, weil nach der Amplitudenstatistik der Musik das Klangzentrum eher etwas tiefer liegt; (600 bis 800 Hz). Auch die Mittenfrequenz des HiFi-Frequenzbereichs liegt unter 1 kHz. Verwendet werden überwiegend Höhen- und Tiefenregler nach Peter Baxandall, die als „Baxandall tone controls“, „shelving filters“ oder „shelf filter“ bekannt sind; im Fachjargon auch Kuhschwanzfilter genannt.

### Tiefen-, Präsenz- und Höhenregler
Hier wird den beiden Einstellern für Tiefen und Höhen ein dritter als einstellbares Präsenzfilter für den mittleren Frequenzbereich hinzugefügt. Daher ist dieser Einsteller manchmal auch als „Mittenregler“ beschriftet. Diese Variante wurde nur bei wenigen, meistens höherwertigen Geräten eingesetzt.

### Equalizer
Bei einem Equalizer ist der Frequenzbereich in viele einzeln einstellbare Frequenzbänder unterteilt, oder es stehen Filter mit einstellbarer Flankensteilheit zur Verfügung (parametrischer Equalizer). Dies ermöglicht eine Anpassung an die individuellen Voraussetzungen und Hörgewohnheiten beim Musikkonsum, oder auch eine gezielte Veränderung des Klangbilds im Studio.
Bei einem grafischen Equalizer sind die Einsteller als Schieberegler ausgeführt, so dass ihre Stellung direkt ein grobes Abbild des aktuellen Frequenzgangs darstellt.

### Presets
Neben den oben aufgeführten analogen Einstellern gibt es – meistens zusätzlich – auch schaltbare Voreinstellungen, die Frequenzgänge für typische Anwendungsfälle wie „Jazz“, „Sprache“, „Orchester“ usw. fertig konfigurieren, ohne dass der Benutzer alle Einsteller selbst anpassen muss.

### Stereo
In einem Stereosystem müssen diese Filter parallel in jedem Kanal eingebaut werden. Als Potentiometer zur Einstellung werden dann Tandemversionen eingesetzt. Noch höhere Kanalzahlen wie bei 5.1-Raumklang sind auf diese Weise aber nicht mehr realisierbar.

### Digitaltechnik
In vielen Geräten – Beispiel: Autoradios – erfolgt die Audioverarbeitung heute entlang der kompletten Signalkette ausschließlich digital. Die Klangregelung wird dabei durch Filteralgorithmen in digitalen Signalprozessoren (DSPs) ebenfalls digital implementiert. Auch die Ausweitung auf beispielsweise 5.1 Kanäle (Raumklang) bedeutet dabei keinen besonderen Mehraufwand. Das grundsätzliche Konzept mit getrenntem Tiefen- und Höheneinsteller und eventuell Presets wird aber weiter verwendet, weil es sich bewährt hat und intuitiv bedienbar ist. Allerdings lässt sich auch ein Equalizer relativ leicht implementieren, nur die Bedienung wird dann aufwändiger. Diese Sorte Klangregler ist besonders effizient in MP3-Spielern, da diese sowieso einen leistungsfähigen DSP sowie Subroutinen für Fourier Rücktransformation benötigen (in MP3-Dateien liegen die Daten bereits im Phasenraum vor) und die Klangverschlechterung durch digitale Signalverarbeitung neben den Kompressionsartefakten kaum auffällt.

### Halbdigitale Klangregler
In CD-Spielern kommen oft halbdigitale Klangregler zum Einsatz. Diese Klangregler bestehen aus physischen Bauelementen und werden über digitale Signale gesteuert. Hierzu kommen sogenannte Halbleiterrelais bzw. Halbleiterpotis zum Einsatz: Schaltungen aus Feldeffekttransistoren, die sich im Arbeitspunkt linear wie Relais oder Potis verhalten. Der Vorteil ist, dass sich halbdigitale Klangregler einfach fernsteuern lassen – bei CD-Spielern sind Fernbedienungen Standard – aber im Gegensatz zu Software-Klangreglern bei weitem weniger Rechenleistung erfordern und auch nicht die Klangqualität verschlechtern.